# Estońscy posłowie do Parlamentu Europejskiego 2019–2024
Estońscy posłowie IX kadencji do Parlamentu Europejskiego zostali wybrani w wyborach przeprowadzonych 26 maja 2019, w których wyłoniono 6 deputowanych. W 2018 zaplanowano przyznanie Estonii 1 dodatkowego mandatu (w ramach rozdzielenia części mandatów przynależnych Wielkiej Brytanii), jednak procedura jego obsadzenia została opóźniona w związku z przesunięciem daty brexitu i przeprowadzeniem wyborów również w Wielkiej Brytanii.

## Posłowie według list wyborczych
Estońska Partia Reform
- Andrus Ansip
- Urmas Paet

Partia Socjaldemokratyczna
- Marina Kaljurand
- Sven Mikser

Estońska Partia Centrum
- Yana Toom

Estońska Konserwatywna Partia Ludowa
- Jaak Madison

Isamaa
- Riho Terras, poseł do PE od 1 lutego 2020 (objęcie mandatu było zawieszone do czasu brexitu)